# ملائكة الموت
ملائكة الموت (باليابانية: 殺戮の天使، بالروماجي: Satsuriku no Tenshi) (بالإنجليزية: Angels of Death) هي لعبة فيديو مغامرات ورعب يابانية تم تطويرها من قبل Hoshikuzu KRNKRN لويندوز ونينتندو سويتش وستيم. أقتبست ألى سلسلة مانغا من تأليف ماكوتو سانادا ورسوم كودان نازوكا، صدرت في 27 يناير عام 2016. أنتجت إلى أنمي تلفزيوني من قبل استوديو جاي سي ستاف، عرض في 6 يوليو عام 2018 حتى 26 أكتوبر عام 2018، وتكون من 16 حلقة.

## القصة
تدور أحداث القصة عن ريتشيل هي فتاة عمرها 13 عامًا، تستيقظ لتجد نفسها عالقة في الطابق السفلي من مبنى مهجور. دون أي ذكريات، أو حتى فكرة عن المكان الذي يمكن أن تكون فيه، تجولت في المبنى مشوشة وحائرة أثناء بحثها تصادف رجل مغطى بالضمادات يدعى زاك وهو يستخدم سلاح يشبه المنجل، يحاول قتلها لكنه يتراجع عن ذلك بسبب عيونها المملة. ثم تجمع رابطة غريبة بينهما، وعززتها وعود غريبة ومجنونة بين هذان المحبوسان في هذا المبنى الغريب لا يعرفان لماذا وضعهما القدر هناك لكنهما يعملان معا بشكل يائس لإيجاد مخرج.

## الشخصيات

### الشخصيات الرئيسية
ريتشيل غاردنر (باليابانية: レイチェル・ガードナー، بالروماجي: Reicheru Gādonā)
أداء صوتي: هاروكا تشيسوغا
آيزاك فوستر (زاك) (باليابانية: アイザック・フォスター، بالروماجي:  Aizakku Fosutā)
أداء صوتي: نوبوهيكو أوكاموتو
ريو نيشيتاني (أيام الطفولة)

### شخصيات أخرى
دانيل ديكينز (داني) (باليابانية: ダニエル・ディケンズ، بالروماجي:  Danieru Dikenzu)
أداء صوتي: تاكاهيرو ساكوراي
إيدوارد ماسون (إيدي) (باليابانية: エドワード・メイソン، بالروماجي: Edowādo Meison)
أداء صوتي: ناتسومي فوجيوارا
كاثرينا وارد (كاثي) (باليابانية: キャサリン・ワード، بالروماجي: Kyasarin Wādo)
أداء صوتي: ماريا إيسي
أبراهام غراي (غراي) (باليابانية: エイブラハム・グレイ Eiburahamu Gurei)
أداء صوتي: هوتشو أوتسوكا

## وصلات خارجية
- الموقع الرسمي (باليابانية)
- موقع الأنمي الرسمي (باليابانية)

ملائكة الموت على موقع ANN manga (الإنجليزية)